# CR海物語アクア
『CR海物語アクア』（シーアールうみものがたりアクア）は、2014年2月3日に三洋物産から発売されたデジパチタイプのパチンコ。

## 機種一覧
| 名称                          | 発売         |
| ----------------------------- | ------------ |
| CR海物語アクア                | 2014年2月3日 |
| CRA海物語アクア with 吉木りさ | 2014年6月2日 |

## 概要
『CRデラックス海物語』以来の完全新作。シリーズ初の右打ちタイプのロングST機となっている。これまでのシリーズで新作が発売する際は、初めに確変ループタイプのミドルスペックを発売し、後にSTタイプの遊パチスペックを発売するのがパターンとなっていたが、本作は確変ループではなくロングSTでの発売となっている。ランクアップボーナスや、リアルタイムクロック機能を用いたスペシャル魚群タイムも搭載されている。
ミスマリンちゃん、ミスワリンちゃん、ミスウリンちゃんが総出で出演している。
海物語シリーズ初の、通常時から保留を8個溜められるラッキー8チャッカーを搭載している。この機能は本作以降はしばらく搭載されていなかったが、『CRスーパー海物語 IN JAPAN』で再び搭載されてからはほとんどの機種に搭載されている。盤面は『CRデラックス海物語』と同じくクリア盤面を使用しており、画面上部にはアクアビジョンと呼ばれる球体型の液晶が設置してある。アクアビジョンは業界初の搭載となっている。
同年6月2日には、遊パチタイプの『CRA海物語アクア with 吉木りさ』が発売された。吉木りさとのタイアップ機種となっている。ミドルタイプと同様にランクアップボーナスやスペシャル魚群タイムが搭載されている。遊パチタイプとしては、海物語シリーズ初のロングST機となっている。

## 図柄
7図柄がSPECIAL AQUA BONUS、それ以外の図柄がAQUA BONUSとなっている。クジラッキー図柄はクジラッキーボーナスに突入する。
- 1. タコ
- 2. ハリセンボン
- 3. カメ
- 4. サメ
- 5. エビ
- 6. アンコウ
- 7. シュゴン
- 8. エンゼルフィッシュ
- 9. カニ
- 裏4. サメ
- クジラッキー

### 大当たり表示とラウンド数
| 型式 | SPECIAL AQUA BONUS | AQUA BONUS |
| ---- | ------------------ | ---------- |
| MLB  | 16R                | 4R         |
| ASA  | 15R                | 5R         |

## モード解説
海モード
シンプルなモード。
探索モード
リーチ成立後のステップアップ予告がメインのモード。『CR大海物語』のトレジャーステージが基となっている。
リゾートモード
ミニキャラのステップアップ予告とボタンを使用する演出がメインのモード。『CRスーパー海物語』のハワイモードが基となっている。
クリオネチャンス
『CRA海物語アクア with 吉木りさ』のスーパーアクアチャンス専用モード。スーパーアクアチャンスの46回転目から50回転目に必ず突入する。
ルーレットが始まり、クリオネが玉を持ってアクアビジョンに入る。玉の色が赤いと期待度が高くなる。アクアビジョンから玉がルーレットに落下する。ルーレットには大当たりマスとハズレマスがあり、大当たりマスが多いほど期待度が高くなる。玉が大当たりマスの上で停止すれば大当たりとなる。

## 予告演出
予告なし
リーチ成立直後に演出が起こらないこと。ノーマルリーチ発展濃厚となる。
泡予告
リーチ成立直後に画面下部から泡が発生する演出。スーパーリーチに発展する可能性がある。
大泡予告
リーチ成立直後に画面下部から通常よりも大きな泡が発生する演出。ノーマルリーチ発展濃厚となり、大当たりまたは半コマズレのハズレとなる（半コマズレ停止でも再始動する場合がある）。スーパーリーチに発展した場合は、法則崩れにより大当たり濃厚となる。
魚群予告
リーチ成立直後に画面右側から魚群が通過する演出。期待度が高い演出であり、スーパーリーチ発展濃厚となる。ノーマルリーチに発展した場合は、法則崩れにより大当たり濃厚となる。
ステップアップ予告
探索モード専用演出。
リーチ成立時に3段階のステップが発生する演出。
ステップ1はリーチ成立直後に泡または大泡が発生する。ステップ2が発生しなかった場合または大泡の場合はノーマルリーチ濃厚となる。
ステップ2はステップ1の泡演出の直後にクラゲが発生する。ステップ2が発生した時点でスーパーリーチ発生濃厚となる。赤クラゲが発生した場合は大当たり濃厚となる。
ステップ3はスーパーリーチ発展時にクラゲまたは魚群が発生する。魚群が発生すれば期待度が高くなる。
ミニキャラステップアップ予告
リゾートモード専用演出。
ミニキャラが出現するステップアップ演出。ステップ4まで存在する。
ステップ1から3は、ミニキャラが1人ずつ乗り物に乗って出現する。乗っている物によって期待度が変化する。
ステップ4は、リーチ成立直後にアクアビジョンから出現する。出現したキャラクターによってスーパーリーチの発展先が異なる。
マンタ予告
リゾートモード専用演出。
リーチ成立直後に画面にマンタが出現する演出。マンタの種類によって期待度が変化する。
魚影ステップアップ予告
『CRA海物語アクア with 吉木りさ』に搭載。スペシャル魚群タイム専用演出。
リーチ成立後にアクアビジョンに魚影が集まる演出。ステップ2（黄色）、ステップ3（緑）、ステップ4（赤）が存在する。レインボーだと大当たり濃厚となる。

## 保留先読み予告
保留変化予告
保留アイコンの色が変化したりキャラクター等に変わる演出。
チャンス目前兆予告
チャンス目（同一図柄が非テンパイ形で液晶画面内に3つ停止）が停止する演出。3回連続で発生すると期待度が高くなる。アクアビジョンとも連動しており、予告が発生するとアクアビジョンに発展するリーチを示唆するアイコンが表示される。
魚群シルエット予告
スペシャル魚群タイム専用演出。
チャンス目（同一図柄が非テンパイ形で液晶画面内に3つ停止）が停止した際に、背景に魚群の影が映し出される演出。連続するほど期待度が高くなる。また、映し出された影の数が多いほど期待度が高くなる。
背景変化予告
探索モード及びリゾートモード専用演出。
変動中の背景がさまざまな変化が起こる演出。
探索モードでは、変動中の背景にオーロラが出現することがある。
リゾートモードでは、変動中の背景に気球、豪華客船、クジラッキー雲、クジラのいずれかが出現することがある。
背景キャラ通過予告
海モード及び探索モード専用演出。
変動中にキャラクターが通過する演出。タツノオトシゴ、ハリセンボン、ウミガメ（探索モードのみ）、クジラ（海モードのみ）、潜水艦（海モードのみ）が通過することがある。
停止順変化予告
通常は上段、下段、中段の順番で図柄が停止するが、それ以外の順番で停止する演出。
変動順変化予告
変動開始時の図柄の変動方向と変動順が通常とは異なる演出。
ヤシの木予告
変動中に画面上部にあるヤシの木役物が動く演出。連続するほど期待度が高くなる。また、ヤシの木のランプの色でも期待度が変化する。
ジュゴン停止予告
中段リール中央部に7図柄が停止する予告。停止するとエフェクトが発生する。連続するほど期待度が高くなり、エフェクトの色によっても期待度が変化する。
わくわくタイム
通常変動中に保留が8個溜まると発生する演出。ウリンが出現し、保留アイコンがボタンアイコンに変化する。ボタンを押す回数と押した際の効果音によって期待度が変化する。
ジェットアクアゾーン
スペシャル魚群タイム終了後に突入することがある特殊ゾーン。ワリンがジェットスキーを運転している演出。スペシャル魚群が発生すれば大当たり濃厚となる。
宝箱予告
探索モード専用演出。
変動中にアクアビジョンから画面に宝箱が落下してくる演出。宝箱の色や中身に入っている物によって期待度が変化する。
魚群探知機予告
探索モード専用演出。
アクアビジョンに魚群レーダーが映る演出。レーダーに映る魚影の数が多いほど期待度が高くなる。魚影以外のキャラクターアイコンが表示される場合もあり、表示された物によって発展先が異なる。
稲妻前兆あおり予告
探索モード及びリゾートモード専用演出。
変動停止時に図柄に稲妻が落ちる演出。稲妻の色によって期待度が変化する。
風船予告
リゾートモード専用演出。
変動中に風船がアクアビジョンに向かって浮き上がる演出。風船がアクアビジョンに入るとボタンプッシュが促される。ボタンを押すと風船が割れ、中からアイテムが出現する。出現したアイテムによって期待度が変化する。
ビーチボール予告
リゾートモード専用演出。
変動中にイルカが出現して、ビーチボールをアクアビジョンに飛ばす演出。ビーチボールがアクアビジョンに入ると、アクアビジョンにアイテムが映し出される。映し出されたアイテムによって期待度が変化する。イルカの代わりにピンクイルカやシャチが出現すれば期待度が高くなる。
マンタチャンス
リゾートモード専用演出。
ピンク色のマンタが登場する保留先読み演出。チャンス目が停止すると背景の色が変わり、連続するほど期待度が上がる。
スーパーマンタチャンス
リゾートモード専用演出。
マンタチャンス発展時に背景の色が紫色になると発生する。マンタチャンスより期待度が高いが、外れることもある。
マンタチャンスあおり予告
リゾートモード専用演出。
変動停止時、マンタのエフェクトが出現する演出。
図柄オーラ予告
スーパーアクアチャンス専用演出。
変動停止時、図柄からオーラが放たれる演出。オーラの色によって期待度が変化する。
テンパイあおり予告
スーパーアクアチャンス専用演出。
上段図柄停止後に下段図柄がすぐに止まらずリーチ発生を煽る演出。マリンが登場し、リーチが成立するよう応援する。この時、図柄から集中線が出ており、線の色によって期待度が変化する。
キャラカットイン予告
スーパーアクアチャンス専用演出。
変動中にマリン、ワリン、ウリン、サムがカットインされる演出。マリン、マリン&ワリン、マリン&ワリン&ウリン、マリン&ワリン&ウリン&サムの4パターンある。マリン&ワリン&ウリンは期待度が高く、マリン&ワリン&ウリン&サムは16ラウンド大当たり濃厚となる。
図柄全消灯
『CRA海物語アクア with 吉木りさ』に搭載。
変動停止時に図柄が消灯する演出。
歓声前兆予告
『CRA海物語アクア with 吉木りさ』に搭載。スペシャル魚群タイム専用演出。
観衆が歓声をあげている演出。歓声の色によって期待度が変化する。

## チャンスボタン演出
ブレーキアクション
リーチ後から図柄停止までの間にボタンを押すと変動中の中段図柄が反応しブレーキアクションをする。中段図柄の目が大きくなると期待度がやや高くなる。炎目になると期待度がさらに高くなり、ハート目になると奇数図柄での大当たり濃厚となる。
奇数昇格演出
偶数図柄で大当たりをした瞬間にボタンを押すと、奇数昇格演出が発生する場合のみミスマリンちゃんがカットインされる演出。大当たりラウンド中のBGMが条件を満たしていなくてもプレミアムソングが全曲開放となる。
『CRA海物語アクア with 吉木りさ』では、吉木りさがカットインされる。
図柄アクション予告
リーチが成立した際に画面をタッチすると図柄が動き、アイコンを表示させる演出。アイコンは星、エクスクラメーションマーク、音符、ハートの4種類があり、音符の場合はスーパーリーチ発展濃厚（ノーマルリーチに発展した場合は大当たりまたは半コマズレ）、ハートの場合は大当たり濃厚となる。
裏タッチ演出
マリンちゃんリーチが発生した際に画面をタッチすると、マリンがさまざまなアクションを行う演出。マリンが右手を振る、左手を振る、ダブルピースをするの3種類がある。左手を振った場合は期待度が高くなる。ダブルピースの場合は大当たり濃厚となる。

## リーチ演出
ノーマルリーチ
特に何も起こらないリーチ演出。期待度は低い。他作品ではST中に発生した場合は期待度が高いが、本作では通常時と同様の期待度である。
珊瑚礁リーチ
海モード及び探索モード専用演出。
シングルリーチから発展し、画面下部から珊瑚礁が出現する演出。期待度は予告により変化する。
貝殻リーチ
リゾートモード専用演出。
シングルリーチから発展し、画面下部から貝殻が集まった珊瑚礁が出現する演出。珊瑚礁から黄色のオーラが放たれていると期待度が高くなる。
黒潮リーチ
海モード及び探索モード専用演出。
シングルリーチから発展し、画面に黒潮が流れる演出。黒潮の中に海ガメやエイがいると期待度が高くなる。
スコールリーチ
リゾートモード専用演出。
シングルリーチから発展し、スコールが降る演出。舞っている花の量が通常より多ければ期待度が高くなる。
マリンちゃんリーチ
海モード専用演出。
ダブルリーチから発展し、画面上部からマリンが登場する演出。期待度は予告により変化する。
ウリンチャンス
左上・右上・中央・左下・右下の順にハリセンボン・タコ・カメ・サメ・エビが停止すると必ず発生する。ウリンが登場し画面タッチを促される。画面をタッチしてアクアフラッシュが発生すると奇数図柄大当たりとなる。
月光リーチ
月光の下でイルカが海から飛び跳ねるリーチ演出。月の状態で期待度が変化する。
サイクロンリーチ
チャンス目（同一図柄が非テンパイ形で液晶画面内に3つ停止）が停止すると発展する場合がある。サイクロンが発生と同時にリーチが成立し、中段図柄が渦状に動くリーチ演出。泡か魚群も発生し、魚群の場合は期待度が高い。サイクロンにマリンスノーが混ざっていたら期待度が高くなる。
ホイッスルリーチ
探索モード専用演出。
チャンス目（同一図柄が非テンパイ形で液晶画面内に3つ停止）が停止すると発展する場合がある。ワリンが登場し、上下どちらかの図柄を移動させてリーチにする。ダブルリーチになった場合は原則魚群予告が発生する。ワリンが笛を吹くのに合わせて中段リールが変動する。ワリンが笛ではなく指笛を吹いている場合は期待度が高くなる。
ウェイクボードリーチ
リゾートモード専用演出。
ワリンがウェイクボードに乗って出現する演出。アクアビジョンにイルカが出現すると期待度が高くなる。画面をタッチするとワリンが手を振るが、通常より速く手を振ると期待度が高くなる。
ボタンチャージ
スペシャル魚群タイム専用演出。
スーパーリーチ発展時、ボタンに手をかざす演出。手をかざすと画面に表示されているメーターの数値が増えていく。最大まで数値が溜まるとスペシャル魚群出現の期待度が高くなる。
スペシャル魚群チャンス
スペシャル魚群タイム専用演出。
リーチ成立時、ボタンプッシュが促される演出。ボタンを押してスペシャル魚群が出現すれば大当たり濃厚となる。
チャレンジルーレット予告
スーパーアクアチャンス専用演出。
ルーレットで発展先を決める演出。発展先を示したイラストが描かれた複数の扉が出現し、ボタンプッシュが促されボタンを押すと発展先が決定する。ハンマーチャレンジ、スイカ割りチャレンジ、アタック一発チャンスのいずれかに発展する。どれにも発展しない場合もある。扉の色が金色だったり、発展先決定後にキャラクターが通過すると期待度が高くなる。
ハンマーチャレンジ
スーパーアクアチャンス専用演出。チャレンジルーレット予告から発展する。
マリンがスイッチをハンマーで叩いてクジラッキーを救出する演出。ハンマーで叩いて筒の中にいるウニを外に出すとクジラッキーを救出したことになる。ボタンプッシュを促され、ボタンを押してクジラッキーを救出することができれば大当たりとなる。ハンマーの色によって期待度が変化する。マリンがハンマーの代わりにお尻でスイッチを押したり、ウニが炎目になっていると期待度が高くなる。
スイカ割りチャレンジ
スーパーアクアチャンス専用演出。チャレンジルーレット予告から発展する。
マリンがスイカ割りをする演出。ボタンに手をかざすことを促され、手をかざすと画面に表示されているメーターの数値が増えていく。最後にボタンを押してマリンがスイカを割れば大当たりとなる。マリンの代わりにワリンがすれば期待度が高くなる。サムが登場すれば16ラウンド大当たり濃厚となる。
アタック一発チャンス
スーパーアクアチャンス専用演出。チャレンジルーレット予告から発展する。
マリンがビーチバレーでアタックを決める演出。アタックが決まれば大当たり濃厚となる。マリンの代わりにワリンがすれば期待度が高くなる。サムが登場すれば16ラウンド大当たり濃厚となる。

## プレミアム演出
泡系プレミアム
泡予告に関するプレミアム演出。数種類存在する。
クジラッキー泡
クジラッキーが入った泡が出現する演出。
V字泡
Vの字をかたどった泡が出現する演出。
魚群系プレミアム
魚群予告に関するプレミアム演出。数種類存在する。
赤魚群
赤魚群（実際には赤色と紫色が混ざったような魚群）が出現する演出。後述のサム系プレミアムに発展する。
超魚群
魚群が途切れずに図柄が揃うまで出現し続ける演出。
逆魚群
画面左側から魚群が出現する演出。通常は画面右側から出現する。
スパイラル魚群
魚群がスパイラル状に流れる演出。
魚群&クジラッキー
魚群と一緒にクジラッキーが出現する演出。
オーラ魚群
全身にオーラをまとった魚群が出現する演出。
オカルト魚群
魚群の先頭の紫色の魚が通常より薄い紫色に変化している演出。
クマノミ魚群
紫色のクマノミのみで構成された魚群が出現する演出。
前面魚群
魚群が図柄の前面を流れる演出。通常は図柄の後ろを流れる。
魚群&リーチ図柄
魚群の最後尾にリーチ図柄が1体出現する演出。
クジラッキー群
魚群の代わりにクジラッキーの群れが出現する演出。
V字魚群
黄色の魚がV字になって出現する演出。
メガ魚群
巨大な魚の群れが出現する演出。
スロー魚群
魚群が通常よりも遅い動きで流れる演出。
一時停止魚群
魚群が流れる際に一時停止する演出。
スペシャル魚群
スペシャル魚群タイム専用演出。
巨大な魚群が発生する演出。スーパーリーチ発生時ボタンプッシュが促され、ボタンを押すと出現することがある。
サム系プレミアム
各スーパーリーチ中にサムが出現すれば奇数図柄での大当たりが濃厚となる。遊パチタイプでは15ラウンド大当たり濃厚となる。
マッスル珊瑚礁リーチ
海モード及び探索モード専用演出。
シングルリーチから発展する。珊瑚礁リーチが発生した際に、サムが画面下部から珊瑚礁を持ち上げて登場する。
マッスル貝殻リーチ
リゾートモード専用演出。
シングルリーチから発展する。貝殻リーチが発生した際に、サムが画面下部から貝殻が集まった珊瑚礁を持ち上げて登場する。
ダイビングリーチ
海モード及び探索モード専用演出。
シングルリーチから発展する。黒潮リーチが発生した際に、画面右側からサムが泳いで登場する。
スコールサムリーチ
シングルリーチから発展する。スコールリーチが発生した際に、画面右側からサムが登場する。
ポージングリーチ
ダブルリーチから発展し、マリンの代わりにサムが画面上部から登場する。
月光サムリーチ
月光リーチ発生時にサムが登場する演出。
ホイッスルサムリーチ
探索モード専用演出。
チャンス目（同一図柄が非テンパイ形で液晶画面内に3つ停止）が停止すると発展する場合がある。通常はホイッスルチャンスに発展するが、ワリンの代わりにサムが登場する演出。
ウェイクボードサムリーチ
リゾートモード専用演出。
ワリンの代わりにサムがウェイクボードに乗って出現する演出。
サイクロンサムリーチ
サイクロンリーチが発生した際にサムが出現する演出。
突サムプレミアム
サムが突如出現し、奇数図柄を3つ揃った状態で止める演出。
実写サム
スペシャル魚群タイム専用演出。
スペシャル魚群が出現した際にサムのボイスが流れる演出。図柄揃いの直後に実写のサムが出現する。
スタンバイサム
『CRA海物語アクア with 吉木りさ』に搭載。
変動中に画面に「サム接近中」のテロップが映し出され、後にサムが出現する演出。
枠外プレミアム
図柄が枠外で揃った場合、効果音の後に図柄が枠内に移動し大当たりとなる演出。必ず発生する訳ではない。
枠上プレミアム
中段図柄と下段図柄が同じ図柄で停止した際、全図柄が上方向に移動して図柄が揃った状態で戻る演出。
枠下プレミアム
中段図柄と上段図柄が同じ図柄で停止した際、全図柄が下方向に移動して図柄が揃った状態で戻る演出。
ボイスプレミアム
変動開始時などにマリン、ワリン、ウリン、サム、6代目ミスマリンちゃんのいずれかのボイスが流れる演出。
ビタ止まり
リーチ成立中に中段の図柄が壁にぶつかったかのように停止して大当たりになる演出。
ミスマリンカットイン
リーチ成立直後に6代目ミスマリンちゃんがカットインされる演出。初代ミスワリンちゃんやミスウリンちゃんの場合もある。
りっちゃんカットイン
『CRA海物語アクア with 吉木りさ』に搭載。
リーチ成立直後に吉木りさがカットインされる演出。
裏サメ停止
1図柄と9図柄のダブルリーチの際に中段の中央に裏4が停止する演出。停止すると再始動が発生し、1図柄か9図柄のどちらかでの大当たりとなる。
逆変動
図柄が左側から右側に変動する演出。通常は右側から左側に変動する。
上下段図柄逆変動
変動開始時、上段図柄と下段図柄が左側から右側に変動する演出。
中段図柄逆変動
リーチ成立時、中段図柄が左側から右側に変動する演出。
オール当たりプレミアム
ノーマルリーチ発展時、中段の図柄が全てリーチ図柄に変化する演出。
全回転リーチ
全図柄が揃った状態で変動する演出。図柄が停止する際は、通常は上段・下段・中段の順番で停止するが、全図柄が揃った状態で停止する。
りっちゃん全回転
『CRA海物語アクア with 吉木りさ』に搭載。
吉木りさがゲームセンターで遊んでいる様子が映し出される全回転リーチ。
ストーリー全回転
『CRA海物語アクア with 吉木りさ』に搭載。
モノクロで吉木りさが映し出される全回転リーチ。図柄全消灯からのりっちゃん図柄が停止すると発展する場合がある。
ブランク図柄クジラッキープレミアム
リーチ成立時、中段のブランク図柄がクジラッキーに変化する演出。
リベンジプレミアム
半コマズレハズレ時、直後に画面に映っている全図柄の表情が変化し、中段の図柄が動いて大当たりになる演出。
空動き告知
変動中にアクアビジョンが一瞬だけ動く演出。
突当たり
リーチが成立したが、リーチ成立を知らせるのボイスが流れずそのまま大当たりになる演出。
親子図柄変化プレミアム
リーチ成立時、リーチになった上段図柄と下段図柄、中段の全ての図柄が親子図柄（2図柄、7図柄、8図柄）と単体図柄（1図柄、3図柄、4図柄、5図柄、6図柄、9図柄）が入れ替わる演出。
初代海物語リーチ
珊瑚礁リーチ及びマリンちゃんリーチが、初代『海物語』のグラフィックに変化する演出。
即当たり
リーチ成立直後に全図柄がバウンドストップして大当たりになる演出。
タッチアイコン変化プレミアム
タッチアイコンに表示されている手の形がピースサインに変化する演出。
ブラックアウトプレミアム
変動中に突如ブラックアウトが発生し画面タッチを促される演出。画面をタッチするとアクアフラッシュが発生し奇数図柄での大当たりとなる。
入れ替わりプレミアム
6図柄の数字が反転して9図柄に変化する演出。3つのパターンがある。
中図柄回転
9図柄のシングルリーチの際に中段に6図柄が停止して、中段の6図柄の数字が反転して9図柄に変化して大当たりになる演出。
上下図柄回転
6図柄のシングルリーチの際に中段に9図柄が停止して、上段と下段の6図柄の数字が反転して9図柄に変化して大当たりになる演出。
リーチ図柄回転
6図柄のシングルリーチの際に発生し、上段と下段の数字が反転して9図柄のリーチに変化する。
突サメ
さまざまな場面で画面右側から巨大なサメが出現する演出。発生するとクジラッキーボーナスに突入する。
突サメプレミアム
突サメが発生した直後にアクアフラッシュが発生する演出。16ラウンド大当たりとなる。
スーパーりっちゃんす
『CRA海物語アクア with 吉木りさ』に搭載。
りっちゃん図柄が停止することで突入する特殊ゾーン。マンタチャンスまたは図柄全消灯から発展する可能性がある。突入した時点で大当たり濃厚となる。

## 大当たりラウンド演出

### 大当たりラウンド突入前
図柄再抽選
図柄が揃った直後に突入する昇格演出。「7に変われば超ラッキー!?」という掛け声とともに図柄がアクアビジョンに吸い込まれ、画面タッチを促される。
保留連続示唆
『CRA海物語アクア with 吉木りさ』に搭載。
大当たりラウンド直前の右打ちを指示するキャラクターによって期待度が変化する演出。通常はマリンが登場する。ワリンの場合は保留連の期待度が高くなる。ウリンの場合は保留連濃厚となる。吉木りさの場合は15ラウンド大当たりとなる。

### 大当たりラウンド中
マックスラウンド報知演出
マックスラウンド以外の大当たりの際に、ラウンド途中にアクアフラッシュとともに6代目ミスマリンちゃんが出現して、マックスラウンドが告知される演出。
表情演出
大当たりラウンド中にアクアビジョンの中にいる図柄の表情が変化する演出。表情によって期待度が変化する。
保留変化
『CRA海物語アクア with 吉木りさ』に搭載。
大当たりラウンド中に吉木りさが登場し、保留をハートに変化させる演出。保留連濃厚となる。金のハートに変化した場合は15ラウンド大当たり濃厚となる。

### 大当たりラウンド終了後
金魚群
大当たりラウンド終了後のエンディング画面で金魚群が出現する演出。保留内で奇数図柄揃いの大当たりが濃厚となる。
スペシャル魚群
『CRA海物語アクア with 吉木りさ』に搭載。
大当たりラウンド終了後のエンディング画面でスペシャル魚群が出現する演出。保留内での大当たり濃厚となる。
背景変化
いつものラウンドのエンディング画面での背景に変化が起こる演出。花火または流れ星が発生した場合は保留内での大当たり濃厚となる。
りっちゃんサイン
『CRA海物語アクア with 吉木りさ』に搭載。
大当たりラウンド終了後のエンディング画面で電サポ回数の代わりに吉木りさのサインが表示される演出。保留内での大当たりが濃厚となる。
スタンバイサム
『CRA海物語アクア with 吉木りさ』に搭載。
大当たりラウンド終了後のエンディング画面で「サム接近中」のテロップが映し出される演出。後の保留でサムが出現し大当たりとなる。

## その他演出
再始動
リーチが外れた際に、中段図柄が再び動き出して大当たりになる演出。ダブルリーチで発生した場合は奇数図柄での大当たりとなる。
昇格スクロール
通常図柄で大当たりした直後に、図柄が高速に動き出して確変図柄に昇格する演出。
マリンちゃん2段階
マリンちゃんリーチで偶数図柄が揃った直後、マリンが掛け声とともに中段図柄をビンタして再始動が起き、もう片方のリーチ図柄である奇数図柄揃いの大当たりになる演出。
ブラックアウト
リーチ外れ時にブラックアウトが発生し、画面タッチを促される演出。タッチすると大当たりとなる。
法則崩れ
さまざまな予告で発生する。予告なしからスーパーリーチに発展する、魚群予告からノーマルリーチに発展する、大泡予告からスーパーリーチに発展するなどがあり、発生すると大当たり濃厚となる。

## スペシャル魚群タイム
リアルタイムロック機能機能を用いた特殊演出モード。1時間に1回の周期で発生する。突入前のカウントダウン1分とイベント5分の合計6分で構成されている。スペシャル魚群が発生することで大当たり濃厚となる。本作は4種類のステージが搭載されており、ステージによって楽曲が決まっている。

### ステージ・楽曲
| ステージ                          | 楽曲                             |
| 『CR海物語アクア』                | 『CR海物語アクア』               |
| --------------------------------- | -------------------------------- |
| 屋外ライブVer.                    | ミスマリが歌う「サマ⭐︎パラ」     |
| クルーズ Ver.                     | オーシャンメドレー               |
| ファンタジーライブVer             | ミスマリが歌う「夏色サンセット」 |
| 海中パレードVer.                  | シンフォニーメドレー             |
| 『CRA海物語アクア with 吉木りさ』 |                                  |
| ドームライブVer.                  | 「ボカロがライバル」             |
| 屋外ライブVer.                    | 「Flying Sparkling」             |
| ラブリィライブVer                 | 「ラブリィ・ラブリィ・ラブリィ」 |
| ファンタジーライブVer             | 「もっともっとくじらっきー」     |

## 待機画面演出
魚群チェック
その日の魚群が出現した変動において、魚群が出現した全変動回数に対する大当たりが占めた割合が、「その日の魚群の調子」として5段階で評価される。大当たりが占めた割合が多いほど調子がいいとみなされる。
大当り履歴
過去の大当たり時の液晶図柄、モード、回転数、演出の履歴を見ることができる。
魚群占い
泡や魚群による占いを遊ぶことができる。ただし、占いの結果は実戦結果を予告するものではない。

## アクアフラッシュ
画面上部にある球体液晶のアクアフラッシュを用いた役物。太陽をイメージした役物となっている。変動時の一発告知としての機能を果たしており、演出が発生した時点で大当たり濃厚となる。大当たりラウンド中やエンディング時の昇格演出としても使用されている。一発告知にはショートとロングの2種類があり、ショートは大当たり濃厚、ロングは奇数図柄での大当たり濃厚となる。ロングの場合はバーサライトが画面の前面に降りてきて回転し、絵が浮かび上がる仕様になっている。

## 大当たり・確変・時短

### CR海物語アクア
ロングST機となっており、図柄が揃うと大当たりラウンドに移行する前に図柄再抽選に突入する。7以外の図柄で当たった場合はAQUA BONUSとなるが、図柄再抽選で7図柄に変化すればSPECIAL AQUA BONUSになる。7図柄で当たった場合はSPECIAL AQUA BONUSとなる。AQUA BONUSの場合でもラウンド途中でSPECIAL AQUA BONUSに昇格することがある。大当たりラウンド終了後は必ずスーパーアクアチャンス（ST100回）に突入する。回転数によって演出の出現率が変化するようになっている。1回転から20回転はリーチ成立時点で期待度が高い。21回転から90回転は通常通り。91回転から100回転はリーチ出現率が高くなっている。
ランクアップボーナス（クジラッキーボーナス）が搭載されている。上段に3図柄、中段にクジラッキー、下段に1図柄（3・4・1図柄停止が基になっている）が停止することで突入する。ラウンド数は4ラウンド、8ラウンド、16ラウンドがあり、各ラウンドごとに継続のチャンスが用意されている。ボタンを押してクジラッキーが登場すれば継続となり、登場しなければラウンド終了となりスーパーアクアチャンスに突入する。

### CRA海物語アクア with 吉木りさ
ロングST機となっており、図柄が揃うと大当たりラウンドに移行する前に図柄再抽選に突入する。7以外の図柄で当たった場合はAQUA BONUSとなるが、図柄再抽選で7図柄に変化すればSPECIAL AQUA BONUSになる。7図柄で当たった場合はSPECIAL AQUA BONUSとなる。AQUA BONUSの場合でもラウンド途中でSPECIAL AQUA BONUSに昇格することがある。大当たりラウンド終了後は必ずスーパーアクアチャンス（ST50回）に突入する。回転数によって背景の色や演出が変化する。1回転から10回転は背景がオレンジ色になる。11回転から45回転は通常通り背景が黄色になる46回転から50回転はクリオネチャンスに突入する。
ミドルスペックと同じくランクアップボーナス（クジラッキーボーナス）が搭載されている。上段に3図柄、中段にクジラッキー、下段に1図柄（3・4・1図柄停止が基になっている）が停止することで突入する。ラウンド数は4ラウンド、8ラウンド、16ラウンドがあり、各ラウンドごとに継続のチャンスが用意されている。ボタンを押してクジラッキーが登場すれば継続となり、登場しなければラウンド終了となりスーパーアクアチャンスに突入する。

## プレミアムラウンド

### CR海物語アクア
16ラウンド大当たりを獲得することで楽曲が追加されていく。
- 1回目：いつものラウンド、マリンが歌う「海物語 〜Go!Go! SEA STORY〜」
- 2回目：マリンが歌う「真夏の女神」
- 3回目：ウリンが歌う「ウリンのまーるいファンタジー」
- 4回目：マリンが歌う「完全Summer Girls」、マリンが歌う「Attention!!!」、マリンが歌う「ready to go」
- 5回目：マリンが歌う「マワルアイランド」
- クジラッキーボーナス：クジラッキーが歌う「クジラッキーのうた」

### CRA海物語アクア with 吉木りさ
- 1回目：いつものラウンド
- 2回目：吉木りさが歌う「Flying Sparkling☆☆☆」、マリンが歌う「海物語 〜Go!Go! SEA STORY〜」、マリンが歌う「マワルアイランド」、ウリンが歌う「ウリンのまーるいファンタジー」
- 3回目：吉木りさが歌う「ラブリィラブリィラブリィ」
- 4回目：吉木りさが歌う「PERMANENT SUMMER」
- 5回目：吉木りさが歌う「ボクは風になる」
- 6回目：吉木りさが歌う「ボカロがライバル⭐︎」
- クジラッキーボーナス：クジラッキーが歌う「クジラッキーのうた」

## スペック
| 型式                 | 型式                 | MLB                                                    | ASA（with 吉木りさ）                                  |
| -------------------- | -------------------- | ------------------------------------------------------ | ----------------------------------------------------- |
| 特賞種別             | 特賞種別             | デジパチ                                               | デジパチ                                              |
| 大当たり確率         | 通常時               | 1/315.077                                              | 1/99.902                                              |
| 大当たり確率         | 高確率時             | 1/68.481                                               | 1/70.621                                              |
| タイプ               | タイプ               | ミドル                                                 | 遊パチ                                                |
| 賞球数               | 賞球数               | 3 & 2 & 10 & 13                                        | 3 & 3 & 10 & 11                                       |
| ラウンド・カウント数 | ラウンド・カウント数 | 16R or 8R or 4R・9C                                    | 16R or 15R or 8R or 5R or 4R・7C                      |
| 大当たりシステム     | 大当たりシステム     | ロングST                                               | ロングST                                              |
| 確変突入率           | 確変突入率           | 100/100（100%、ST100回）                               | 100/100（100%、ST50回）                               |
| 大当たりの内訳       | 上始動口             | 16R：28.5% 16R-RUB：2% 8R-RUB：3% 4R-RUB：5% 4R：61.5% | 16R-RUB：1% 15R：26% 8R-RUB：1% 5R：64% 4R-RUB：8%    |
| 大当たりの内訳       | 下始動口             | 16R：52% 16R-RUB：2% 8R-RUB：3% 4R-RUB：5% 4R：38%     | 16R-RUB：1% 15R：50% 8R-RUB：1% 5R：40% 4R-RUB：8%    |
| 大当たり出玉         | 大当たり出玉         | 16R：1720個 8R：860個 4R：430個                        | 16R：1280個 15R：1200個 8R：640個 5R：400個 4R：320個 |
| リミット             | リミット             | なし                                                   | なし                                                  |
| 電サポ               | 確変                 | 大当たり終了後ST100回                                  | 大当たり終了後ST50回                                  |
| 電サポ               | 時短                 | なし                                                   | なし                                                  |
| 保留の数             | 保留の数             | 上始動口4個+下始動口4個                                | 上始動口4個+下始動口4個                               |
| 保留の優先消化       | 保留の優先消化       | なし（入賞順に消化）                                   | なし（入賞順に消化）                                  |